# Lothar Doering
Lothar Doering (Potsdam, 23 de outubro de 1950) é um ex-handebolista alemão oriental, foi campeão olímpico.
Lothar Doering fez parte do elenco campeão olímpico de 1980, ele jogou seis partidas e anotou doze gols.

## Títulos
- Jogos Olímpicos:
  - Ouro: 1980